# Rio de Mel
Rio de Mel es una freguesia portuguesa del concelho de Trancoso, con 23,31 km² de superficie y 311 habitantes (2001). Su densidad de población es de 13,3 hab/km².